# 姊弟戀
姊弟恋泛指一对男女情侣或者夫妻中女方年齡比男方大。

## 沿革

### 古代
除了童養媳婚姻習俗以外，大部份情侶和夫妻傾向於男大女小或是男女同龄，年齡接近的姊弟戀亦可以（即相差5年以下）。但也有說法認為就「性生理需求」來說，姊弟戀女大男小的組合，其實搭配的很完美，因為男性性慾需求高峰為30歲以前，而女性性慾高峰卻在30歲以後，因此性生活會較美好。傳統上，姊弟戀絕非罕見，在中國皇宮內普遍盛行。只是世俗普遍对于女大男小的愛情还是存有偏见，尤指年齡差距5年以上的姊弟戀。民間俗語「娶妻娶大姊，丈夫如坐金交椅」或作「娶某大姊，坐金交椅」，這是當時古老封閉社會流行的安慰詞。

#### 例子
- 司马相如和卓文君[2]

### 現代
現代隨著社會開放進步及女性社會地位的提高，姊弟戀已逐漸正向面對此一趨勢。隨著時代開放，對於女大男小的愛情，加上女性的教育水平及社會經濟地位提高，且現代男女皆有遲婚遲育的傾向，受到愈來愈多人抱以接受和祝福之态度，只是姐弟戀失敗案例，會被放大檢視；而許多高級知識份子如醫師、校長、經理等，低調守護平凡幸福姐弟戀，並不想大肆宣揚，實際上有好結果的，並不比男大女小的戀情來的少。
2009年，亞洲一家為單身男女安排約會的公司就姊弟戀議題，在香港、新加坡及馬來西亞三地進行調查，發現三地接受姊弟戀的程度都很高。有香港婚姻介紹所指出，隨着社會風氣愈趨開放，年約27歲或以上的單身女性，多接受比自己年幼5歲以內的男士。該約會公司訪問了3地共600名年齡介乎26至40歲的單身男女，在女性受訪者方面，發現香港女性接受姊弟戀的程度為三地比例最高，達7成，其次是新加坡（6成）。男性方面，近6成新加坡男性接受比自己年長的女性，數字遠較2005年調查所得的4成為高，而近4成的馬來西亞男性接受姊弟戀。
至2009年年底，中華民國行政院主計處調查發現，台湾有近46萬對夫妻屬於「女大男小」類型。有近80％的單身男性願意和年紀較大的女性約會；若論及婚嫁，也有高達75%的男性能夠接受走進婚姻，年龄差别基本上是大兩歲以內。

#### 例子
- 中國大陸作家陳明和中國大陸作家丁玲[6][7]
- 中國大陸演員李連杰和利智[8]
- 前台灣台南縣長蘇煥智（男，1956年7月20日）和郭樁華（女，大蘇煥智8歲[9]）
- 日本演員加藤小雪和松山研一[10][11][12]
- 日本配音員大山羨代和砂川啟介[13]
- 香港立法會議員謝偉俊和作家白韻琴[14]
- 吳明恩（女，1962年10月25日）和許育仁（男，小利菁14歲[15]）
- 主持人曹啟泰（男，1963年）[16]和夏玲玲（女，1953年）[17]
- 香港演員洪欣（女，1970年10月9日）和中國大陸演員張丹峰（男，1981年4月1日）[18][19]
- 周俊勳（男，1980年2月23日）和鄭淑卿（女，大周13歲[20]，職業棋士王銘琬的妹妹）
- 台灣藝人賈靜雯和修杰楷[21]
- 台灣藝人白家綺和吳東諺[22]

## 成因
1. 有些女性因为学习、工作或其他原因而错过了择偶的黄金年齡，轉而选择比她年龄小的男性为對象。
2. 現時不少女性經濟獨立，已經不需要依靠婚姻的保障去生存，選擇戀愛對象的自由度亦提高了，不一定要找年紀較大的男性供養和照顧自己。
3. 社會日趨平等，越來越多女性接受與年紀比自己小的男性相戀，其中有少部份則是丈夫當家庭主夫料理家務，過「女主外，男主內」的生活。
4. 女方在外表或心境上較實際的年齡輕，吸引較年幼的男性追求。
5. 个人追求个人情感的精致，追求个人生活的自在感受，而不在乎世俗的看法。
6. 香港註冊臨床心理學家羅志華沒任何可靠證據的猜測認為，姊弟戀可能與父親缺乏失調症有關，父親經常不在家，在這種環境成長的男孩會較為女性化，喜歡依賴別人，与女性性格相似；女孩天性會較愛照顧人、做決定及負責任。此想法的產生，與父權社會背景有關。醫師及當事人，則認為此說法與實際情形偏離甚遠。

## 社會壓力
諮商心理師于東輝分析，姊弟戀雖然日漸普及，可是成功例子尚不多，「大約只有20％能修成正果」，原因是雙方親友及社會給了戀人太多壓力。他認為，這種由女性主導的感情，女性會扮演媽媽的角色，情感也相對地單純和真摯。

### 男方
一般女方比男方大幾年或以上，男方或許須要承受和衝破一定的心理压力，才能有勇氣与女方步進礼堂；这种压力与女方的年龄大小成正比例。不管来自世俗的眼光，还是男方本人的思維，都有可能成为一定阻力。

### 女方
部分女性或許須要承受男家的壓力，例如要她們儘早生產，以免成為高齡產婦。或者是男方家人思想較為保守，不接受比自己兒子大的女子作媳婦，在婚前後都對她處處刁難。

## 以姊弟恋为题材的作品
- 《姊弟戀 萬歲！》[24]
- 《敗犬女王》：單無雙[25]、盧卡斯

### 引用
1. ↑  .   [2015-12-23]. （原始内容存档于2015-12-24）.
2. ↑  . 明報. 2021-04-19  [2021-07-31]. （原始内容存档于2021-07-31）.
3. ↑  蘋果日報：姊弟戀新人24年升四成 的存檔，存档日期2007-01-25.
4. ↑  .   [2009-08-10]. （原始内容存档于2009-07-29）.
5. ↑  . 中天電視官網. 2010-06-09  [2011-03-16]. （原始内容存档于2010-06-19） （中文（臺灣））.
6. ↑  .   [2011-12-02]. （原始内容存档于2012-07-18）.
7. ↑  .   [2011-03-15]. （原始内容存档于2016-03-04）.
8. ↑  .   [2011-01-20]. （原始内容存档于2010-09-04）.
9. ↑  巫曉天. . 臺灣公論報. 2009-04-10 （中文（臺灣））.
10. ↑  Upaper. . 聯合新聞網. 2011-03-11  [2011-03-14]. （原始内容存档于2011-03-13） （中文（臺灣））.
11. ↑  松山研一小雪結婚 相差9年姊弟戀修成正果[永久]
12. ↑  .   [2011-04-21]. （原始内容存档于2011-04-24）.
13. ↑  .   [2024-10-15]. （原始内容存档于2025-02-23）.
14. ↑  明報. . 雅虎新聞聞. 2011-08-19  [2011-08-19] （中文（香港））.[]
15. ↑  黃心慈. . 中時晚報. 2004-05-19  [2011-03-10]. （原始内容存档于2012-08-30） （中文（臺灣））.
16. ↑  曹啟泰. . 商周出版. 1995-08-25  [2011-04-24]. ISBN 9579293066. （原始内容存档于2005-04-06） （中文（臺灣））.
17. ↑  劉育良. . 中時電子報. 2010-11-14  [2011-04-24]. （原始内容存档于2014-02-02） （中文（臺灣））.
18. ↑  黃佩麗. . 文匯報. 2009-06-21  [2011-03-14]. （原始内容存档于2009-06-23） （中文（香港））.
19. ↑  .   [2011-01-20]. （原始内容存档于2009-06-23）.
20. ↑  陳宛茜. . 聯合新聞網. 2007-10-24  [2011-03-14]. （原始内容存档于2008-02-26） （中文（臺灣））.
21. ↑  CTWANT. . yahoo新聞. 2020-01-29  [2020-01-29]. （原始内容存档于2023-06-17） （中文（臺灣））.
22. ↑  NOWNEWS. . NOWNEWS. 2018-10-21  [2018-10-21]. （原始内容存档于2023-06-17） （中文（臺灣））.
23. ↑  NOWnews／大陸新聞中心. . 今日新聞網. 2010-11-09  [2011-03-16] （中文（臺灣））.
24. ↑  葉石香. . 馬可. 2006-10-12  [2011-04-08]. ISBN 9866986268. （原始内容存档于2010-03-28） （中文（臺灣））.
25. ↑  何毓菱. . 輔仁大學大眾傳播學研究所. 2011年  [2011-04-08]. （原始内容存档于2016-03-04）.

### 來源
- 金羊網--羊城晚報. . 新華網. 2010-01-04  [2011-03-14]. （原始内容存档于2010-03-23） （中文（香港））.
- 華夏經緯. . 華夏經緯網. 2011-02-21  [2011-03-17]. （原始内容存档于2016-08-24） （中文（香港））.